# Хотелиерство и ресторантьорство
Хотелиерство и ресторантьорство е един от 20-те основни отрасли на икономиката в Статистическата класификация на икономическите дейности за Европейската общност.
Секторът обхваща дейността на местата за краткосрочно настаняване (хотели, мотели, хижи, къщи за гости, къмпинги, общежития и други) и продажбата на храни и напитки за непосредствена консумация на място или с доставка.
В България към 2017 година в хотелиерството и ресторантьорството са заети около 148 000 души, а произведената продукция е на стойност 3,88 милиарда лева.